# Staiti
Staiti és un comune (municipi) de la Ciutat metropolitana de Reggio de Calàbria, a la regió italiana de Calàbria, situat a uns 110 km al sud-oest de Catanzaro i a uns 35 km al sud-est de Reggio de Calàbria. A 1 de gener de 2019 la seva població era de 225 habitants.
Staiti limita amb els municipis següents: Africo, Bova, Brancaleone, Bruzzano Zeffirio i Palizzi.